# Cantón de Percy
El cantón de Percy era una división administrativa francesa, que estaba situada en el departamento de Mancha y la región de Baja Normandía.

## Composición
El cantón estaba formado por doce comunas:
- Beslon
- Le Chefresne
- La Colombe
- Le Guislain
- La Haye-Bellefond
- Margueray
- Maupertuis
- Montabot
- Montbray
- Morigny
- Percy
- Villebaudon

## Supresión del cantón de Percy
En aplicación del Decreto n.º 2014-246 de 25 de febrero de 2014, el cantón de Percy fue suprimido el 22 de marzo de 2015 y sus 12 comunas pasaron a formar parte del nuevo cantón de Villedieu-les-Poêles.